# لويس أورتيز (ملاكم كوبي)
لويس أورتيز مواليد 29 مارس 1979 في كوبا، هو ملاكم محترف كوبي يصنف ضمن فئة الوزن الثقيل.

## إحصائيات
خاض خلال مسيرته 38 نزالا، فاز في 33 خسر مباراتين. فاز بالضربة القاضية في 28 نزالا.

## روابط خارجية
- لويس أورتيز على موقع بوكس ريك (الإنجليزية) (registration required)